# حالت‌های سطح

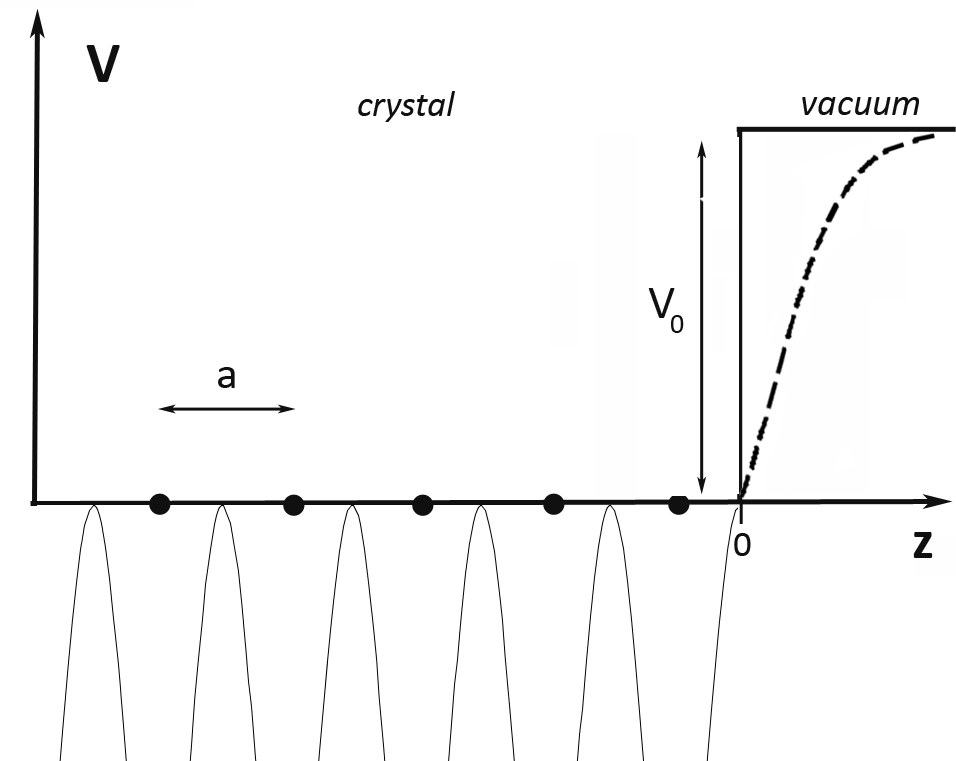
شکل ۱. ساده شدهٔ مدل یک بعدی از پتانسیل متناوب کریستال که در یک سطح ایده‌آل پایان می‌یابد. در سطح، مدل پتانسیل به‌طور ناگهانی به سطح خلاء (خط جامد) می‌رود. نقطه چین نشان دهنده یک تصویر واقعی تر از جایی که پتانسیل در بعضی از نقاط به سطح خلاء می‌رسد، است.

حالت‌های سطح (به انگلیسی: Surface states) حالت‌های الکترونیکی هستند که روی سطح مواد یافت می‌شوند. آنها به علت انتقال ناگهانی از مواد جامد که با یک سطح به پایان می‌رسد ،تشکیل شده‌اند و تنها در لایه‌های اتمی نزدیک به سطح یافت می‌شوند. خاتمه مواد با سطح منجر به تغییر ساختار نوار الکترونیکی از مواد فله به خلأ می‌شود. در پتانسیل تضعیف شده در سطح، حالت‌های الکترونیکی جدید می‌تواند تشکیل شود، که به اصطلاح حالت‌های سطح گفته می‌شود.

## منشأ حالت‌های سطح در رابط‌های ماده چگال

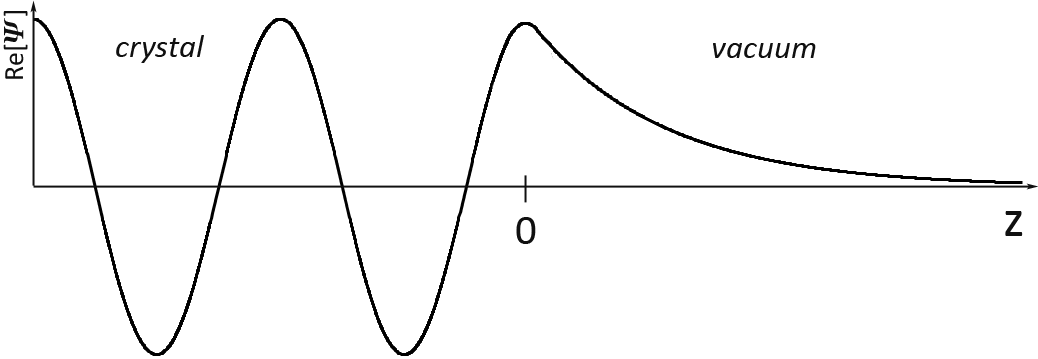
شکل ۲: قسمت اصلی راه حل معادلهٔ یک بعدی شرودینگر، که مربوط به حالت‌های فله می‌شود. این حالت‌ها مشخصه بلوخ را در توده دارند، در حالی که به‌طور معکوس به خلاء تجزیه می‌شوند.

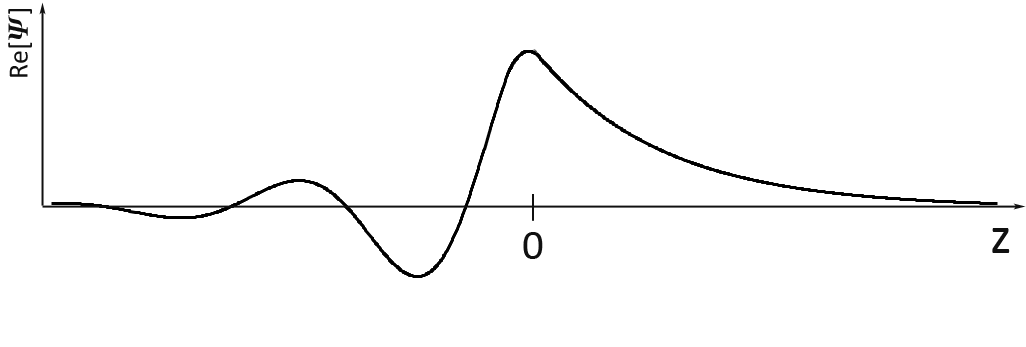
شکل ۳. قسمت اصلی راه حل معادله یک بعدی شرودینگر، که مربوط به حالت‌های سطح است. این حالت‌ها به هر دو خلاء و کریستال‌های بزرگ تقلیل می‌یابند در نتیجه این حالت‌ها در سطح کریستال قرار گرفته را نشان می‌دهند.

همان‌طور که توسط قضیه بلوش بیان شده‌است، خصوصیات معادلهٔ یک الکترونی شرودینگر با یک پتانسیل کاملاً متناوب، یک کریستال، امواج بلوخ هستند.
{\displaystyle {\begin{aligned}\Psi _{n{\boldsymbol {k}}}&=\mathrm {e} ^{i{\boldsymbol {k}}\cdot {\boldsymbol {r}}}u_{n{\boldsymbol {k}}}({\boldsymbol {r}}).\end{aligned}}}
در اینجا {\displaystyle u_{n{\boldsymbol {k}}}({\boldsymbol {r}})} یک تابع با همان تناوب به عنوان کریستال است، n شاخص نوار و k تعداد موج است. اعداد مجاز موج برای یک پتانسیل داده شده با استفاده از شرایط مرزی معمول چرخشی Born-von Karman یافت می‌شوند. خاتمه یک کریستال، یعنی شکل یک سطح، به وضوح سبب انحراف از تناوب کامل می‌شود. در نتیجه، اگر شرایط مرزی چرخه ای در جهت طبیعی به سطح رها شوند، رفتار الکترونها از رفتار در توده منحرف می‌شوند و برخی از اصلاحات ساختار الکترونیکی انتظار می‌رود.
یک مدل ساده شده از پتانسیل بلوری در یک بعد می‌توان به شکل ۱ طراحی شود. در کریستال، پتانسیل دارای تناوب، a،از شبکه است در حالی که باید نزدیک به سطح آن  به نحوی ارزش سطح خلاء. را به دست آورد. پتانسیل گام (خط جامد) که در شکل ۱ نشان داده شده‌است، یک ساده‌سازی بیش از حد است که برای محاسبات مدل ساده مناسب است. در یک سطح واقعی، پتانسیل تحت تأثیر اندازه‌های تصویر و شکل‌گیری دو قطبی‌های سطح قرار می‌گیرد که با خط‌های بریده شده نشان داده شده‌است.
با توجه به پتانسیل در شکل ۱، می‌توان نشان داد که معادلهٔ یک بعدی تک الکترونی شرودینگر دو راه حل کیفی متفاوت می‌دهد.
- نوع اول حالت‌ها (شکل ۲ را ببینید) به کریستال توسعه می‌یابند و شخصیت Bloch دارد. این نوع از راه حل‌ها به حالت‌های توده ای متصل می‌شوند که در یک دم در حال فروپاشی افتادن به خلاء پایان می‌یابند.
- نوع دوم حالت‌ها (شکل ۳ را ببینید) به‌طور نمایی به هر دو خلاء و کریستال بزرگ فرو می‌ریزد. این نوع راه حل‌ها به حالت‌های سطح مربوط می‌شوند كه با توابع موج نزدیک به سطح بلوری قرار گرفته شده اند.

راه حل نوع اول را می‌توان برای هر دو فلز و نیمه هادی بدست آورد. هر چند در نیمه هادی‌ها، نیروهای وابسته باید متعلق به یکی از نوارهای انرژی مجاز باشد. راه حل نوع دوم در شکاف انرژی ممنوعه نیمه هادی‌ها و همچنین شکاف‌های محلی ساختار نوار پیش‌بینی شده فلزات وجود دارد. می‌توان نشان داد که انرژی این منطقه‌ها در شکاف نوار قرار دارند. در نتیجه، در کریستال این حالت‌ها با یک عدد ناپذیر فرضی که منجر به انقباض نمایشی به توده می‌شود مشخص می‌شوند.

### حالت‌های شاکلی و حالت‌های تامم
حالت‌های شاکلی و حالت‌های تامم در بحث حالت‌های سطح، یک تمایز کلی بین حالت‌های شاکلی و حالت‌های تامم نامگذاری شده به نام فیزیکدان آمریکایی ویلیام شاکلی و فیزیکدان روسی ایگور یوگنیویچ تام، وجود دارد. با این حال، تفاوت واقعی فیزیکی بین دو اصطلاح وجود ندارد، تنها رویکرد ریاضی در توصیف حالت‌های سطح متفاوت است.
از لحاظ تاریخی، حالت‌های سطحی که به عنوان راه حل برای معادله شرودینگر در چارچوب تقریب الکترون نزدیک به آزاد برای سطوح تمیز و ایده‌آل به‌وجود می‌آیند، حالت‌های شاکلی می‌نامند؛ بنابراین حالت‌های شاکلی به علت تغییر در پتانسیل الکترونی که فقط با خاتمه کریستال مرتبط است، به وجود می‌آیند. این روش برای توصیف فلزات طبیعی و برخی نیمه هادی‌های باریک مناسب است. شکل ۱ و ۲ نمونه ای از حالت‌های شاکلی است که با استفاده از تقریب نزدیک به الکترون آزاد مشتق شده‌است.
حالت‌های سطحی که در چارچوب یک مدل تنگ اتصال محاسبه می‌شوند، اغلب حالت‌های تام نامیده می‌شوند. در رویکرد اتصال تنگ، توابع موج الکترونیکی معمولاً به صورت ترکیبی خطی از اوربیتال‌های اتمی (LCAO) بیان می‌شوند. در مقایسه با مدل الکترونی تقریباً آزاد که برای توصیف حالت‌های شاکلی استفاده می‌شود، حالت‌های تامم برای توصیف فلزات واسطه و نیمه هادی‌های گسترده مناسب می‌باشند.

### حالت‌های سطح توپولوژیکی
تمام مواد می‌توانند با یک عدد رده‌بندی شوند، یک توپولوژیک ثابت؛ از توابع موج الکترومغناطیسی بزرگ ساخته شده‌است، که در منطقه بریلوین درست شده‌اند، به همان شیوه که این جنس در توپولوژی هندسی محاسبه شده‌است. در بعضی از مواد، ثابت توپولوژیکی می‌تواند تغییر کند زمانی که بعضی از نوارهای انبساطی انحصاری به دلیل اتصال اوربیتال چرخشی قوی تغییر می‌کنند. در رابط بین یک عایق با توپولوژی‌های ناچیز، یک اصطلاح توپولوژیک عایق و یکی با یک توپولوژی بدیهی، رابط باید فلزی باشد. علاوه بر این، حالت سطح باید دارای دیراک خطی -مثل پراکندگی با نقطه عبوری باشد که با تقارن معکوس زمان محافظت می‌شود. چنین حالتی پیش‌بینی شده‌است که تحت اختلال قوی شود و بنابراین نمی‌تواند به راحتی متمرکز شود.

## حالت‌های شاکلی

### حالت‌های سطح در فلزات
یک مدل ساده برای اشتقاق خواص اساسی حالت‌ها در یک سطح فلزی، یک زنجیره نیمه بی‌نهایت متناوب از اتم‌های یکسان است. در این مدل، خاتمه زنجیره ،سطح را نشان می‌دهد.جایی که پتانسیل مقدار V 0 از خلاء را به شکل یک عملکرد گام، به دست می‌آورد شکل ۱. داخل کریستال، پتانسیل با تناوب a از شبکه دوره ای فرض می‌شود.سپس حالت‌های شاکلی به عنوان راه حل برای معادلهٔ یک بعدی الکترونی شرودینگر پیدا می‌شوند.
{\displaystyle {\begin{aligned}\left[-{\frac {\hbar ^{2}}{2m}}{\frac {d^{2}}{dz^{2}}}+V(z)\right]\Psi (z)&=&E\Psi (z),\end{aligned}}}
با پتانسیل متناوب
{\displaystyle {\begin{aligned}V(z)=\left\{{\begin{array}{cc}P\delta (z+la),&{\textrm {for}}\quad z<0\\V_{0},&{\textrm {for}}\quad z>0\end{array}}\right.,\end{aligned}}}
که در آن l یک عدد صحیح است، و P عامل هنجارسازی است. راه حل باید به‌طور مستقل برای دو دامنه z <0 و z> 0 بدست آید، درحالی که در مرز دامنه (z = ۰) شرایط معمولی بر تداوم تابع موج و مشتقات آن اعمال می‌شود. از آنجایی که پتانسیل درون کریستال متناوب است، توابع موج الکترونیکی در اینجا باید
موج‌های بلوخ باشند. پس راه حل در کریستال یک ترکیب خطی از یک موج ورودی و یک موج بازتاب شده از سطح است. برای راه حل z> 0، لازم است به‌طور معکوس به خلاء کاهش یابد
{\displaystyle {\begin{aligned}\Psi (z)&=&\left\{{\begin{array}{cc}Bu_{-k}e^{-ikz}+Cu_{k}e^{ikz},&{\textrm {for}}\quad z<0\\A\exp \left[-{\sqrt {2m(V_{0}-E)}}{\frac {z}{\hbar }}\right],&{\textrm {for}}\quad z>0\end{array}}\right.,\end{aligned}}}
تابع موج برای یک حالت در یک سطح فلزی به صورت کیفی در شکل ۲ نشان داده شده‌است. این یک موج بلخ مطول درون کریستال با نمایی مخرب در خارج از سطح است. در نتیجه کمبود تراکم شارژ منفی فقط در داخل کریستال و افزایش تراکم شارژ منفی فقط خارج از سطح است که منجر به تشکیل دو لایه دوقطبی می‌شود. دو قطبی مزاحم پتانسیل در سطح می‌شود به عنوان مثال، باعث تغییر در عملکرد کار فلز می‌شود.

### حالت‌های سطح در نیمه هادی‌ها
تخمین الکترون تقریباً آزاد می‌تواند برای مشتق شدن خواص اساسی حالت‌های سطح برای شکاف تنگ نیمه هادی‌ها بکار رود. مدل خطی نیمه بی‌نهایت نیز در این مورد مفید است. با این حال، در حال حاضر پتانسیل بین زنجیره اتمی به عنوان یک تابع کسینوس متنوع فرض می‌شود.
{\displaystyle {\begin{alignedat}{2}V(z)&=V\left[\exp \left(i{\frac {2\pi z}{a}}\right)+\exp \left(-i{\frac {2\pi z}{a}}\right)\right]\\&=2V\cos \left({\frac {2\pi z}{a}}\right),\\\end{alignedat}}}
در حالی که پتانسیل در سطح به عنوان یک تابع پله ای از ارتفاع V 0 مدل‌سازی می‌شود. راه حل‌های معادله شرودینگر باید به‌طور جداگانه برای دو دامنه z <0 و z> 0 بدست آید. در جهت تخمین نزدیک به الکترون آزاد، راه حل‌هایی که برای z <0 به دست می‌آید، منش موج را برای بردارهای موج دور از مرز منطقه بریلوئین هموار می‌سازند، که در آن نسبت پراکندگی سهمی وار خواهد بود، همان‌طور که در شکل ۴ نشان داده شده‌است. در مرزهای منطقه بریلوین، انعکاس براگ اتفاق می‌افتد که در نتیجه یک موج ایستاده از موجی با بردار موج است
k = \pi/a و موج بردار
k=-\pi/a
{\displaystyle {\begin{aligned}\Psi (z)&=Ae^{ikz}+Be^{i[k-(2\pi /a)]z}.\end{aligned}}}
اینجا {\displaystyle G=2\pi /a} یک بردار مشبک است. (شکل ۴ را ببینید). از آنجا که راه حل‌های سودمند به مرز منطقه بریلوین نزدیک اند، ما {\displaystyle k_{\perp }={\bigl (}\pi /a{\bigr )}+\kappa }قرار می‌دهیم، جایی که κ یک مقدار کوچک است. ثابت‌های دلخواه A , B با جایگزینی در معادله شرودینگر پیدا می‌شوند. این منجر به مقدارهای ویژه زیر می‌شود.
{\displaystyle {\begin{aligned}E&={\frac {\hbar ^{2}}{2m}}\left({\frac {\pi }{a}}+\kappa \right)^{2}\pm |V|\left[-{\frac {\hbar ^{2}\pi \kappa }{ma|V|}}\pm {\sqrt {\left({\frac {\hbar ^{2}\pi \kappa }{ma|V|}}\right)^{2}+1}}\right]\end{aligned}}}
نشان دادن تقسیم گروه در لبه‌های منطقه برویلین، جایی که عرض شکسته ممنوع توسط 2V داده می‌شود. توابع موج الکترومغناطیسی عمیق درون کریستال، نسبت به نوارهای مختلف داده می‌شود توسط
{\displaystyle {\begin{aligned}\Psi _{i}&=Ce^{i\kappa z}\left(e^{i\pi z/a}+\left[-{\frac {\hbar ^{2}\pi \kappa }{ma|V|}}\pm {\sqrt {\left({\frac {\hbar ^{2}\pi \kappa }{ma|V|}}\right)^{2}+1}}\right]e^{-i\pi z/a}\right)\end{aligned}}}
جایی که C ثابت هنجار سازی است. در نزدیکی سطح z = ۰، راه حل توده باید به یک راه حل نمایی تخریب پذیر تبدیل شود که با پتانسیل ثابت V 0 سازگار است.
{\displaystyle {\begin{aligned}\Psi _{0}&=D\exp \left[-{\sqrt {{\frac {2m}{\hbar ^{2}}}(V_{0}-E)}}z\right]\end{aligned}}}
می‌توان نشان داد که شرایط تطبیق می‌تواند برای هر مقدار خاصی از انرژی خاص که در نوار مجاز باشد برآورد شود. همچنین در مورد فلزات، این نوع راه حل نشان دهنده ادامه دادن امواج بلوخ ثابت در کریستال است که در سطح به خلاء پرتاب می‌شوند. یک طرح کیفی از تابع موج در شکل ۲ نشان داده شده‌است.
اگر مقادیر فرضی κ در نظر گرفته شود، یعنی κ = - i · q برای z ≤ ۰ و یکی تعریف می‌شود
{\displaystyle {\begin{aligned}i\sin(2\delta )&=-i{\frac {\hbar ^{2}\pi q}{maV}}\end{aligned}}}
یکی راه حل‌هایی را با دامنه مخرب در کریستال بدست می‌آورد
{\displaystyle {\begin{aligned}\Psi _{i}(z\leq 0)&=Fe^{qz}\left[\exp \left[i\left({\frac {\pi }{a}}z\pm \delta \right)\right]\pm \exp \left[-i\left({\frac {\pi }{a}}z\pm \delta \right)\right]\right]e^{\mp i\delta }\end{aligned}}}
مقادیر ویژه انرژی توسط فرمول زیر داده می‌شوند
{\displaystyle {\begin{aligned}E&={\frac {\hbar ^{2}}{2m}}\left[\left({\frac {\pi }{a}}\right)^{2}-q^{2}\right]\pm V{\sqrt {1-\left({\frac {\hbar ^{2}\pi q}{maV}}\right)^{2}}}\end{aligned}}}
در صورت لزوم، E برای مقادیر بزرگ منفی موجود است. همچنین در محدوده{\displaystyle 0\leq q\leq q_{max}=maV\hbar ^{2}\pi } تمام انرژی‌های حالت‌های سطح به شکاف ممنوعه وارد می‌شوند. راه حل کامل دوباره با تطبیق راه حل فله با راه حل نمایی مخرب خلاء پیدا می‌شود. نتیجه حالت ای است که در سطح مخرب هر دو کریستال و خلاء قرار می‌گیرد. یک طرح کیفی در شکل ۳ نشان داده شده‌است.

### حالت‌های سطح یک کریستال سه بعدی

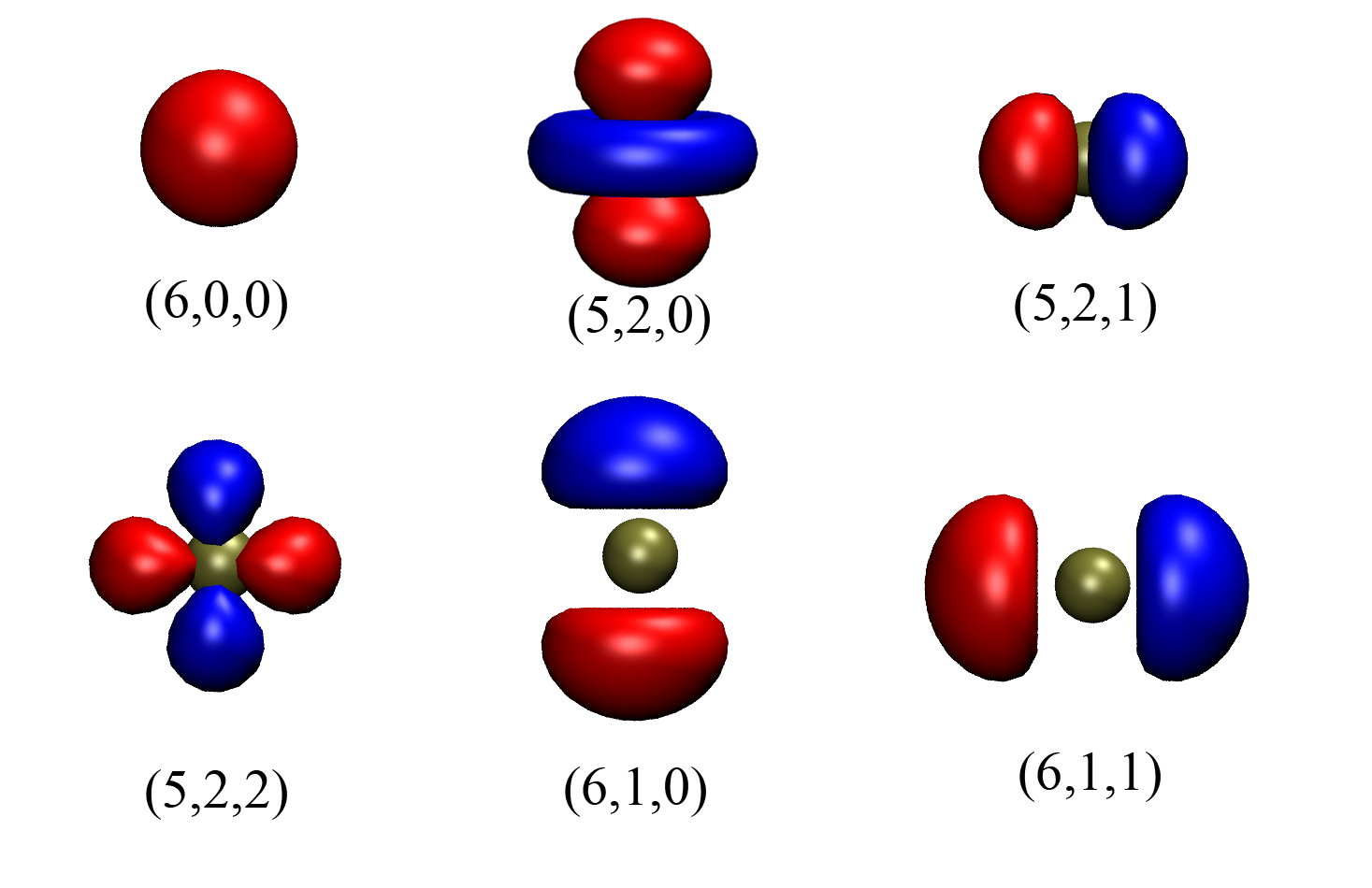
شکل ۵- اوربیتال‌های اتمی مانند یک اتم Pt. اوربیتال‌های نشان داده شده بخشی از مجموعه دوزتای پایه ای است که در محاسبات عملکردی چگالی مورد استفاده قرار می‌گیرد. اوربیتال‌ها بر اساس اعداد کوانتومی معمول (n, l، m) نشان داده می‌شوند.

نتایج به دست آمده برای حالت‌های سطح یک زنجیره خطی تک اتمی می‌تواند به آسانی به صورت یک کریستال سه بعدی تعمیم داده شود. به دلیل تناوب دو بعدی شبکهٔ سطح، قضیه بلخ باید برای انتقال موازی به سطح نگه دارد. در نتیجه، حالت‌های سطح می‌توانند به عنوان محصول امواج بلوخ با مقادیر {\displaystyle {\textbf {k}}_{||}=(k_{x},k_{y})} موازی با سطح و یک تابع نشان دهنده یک حالت سطح یک بعدی نوشته شوند.
{\displaystyle {\begin{aligned}\Psi _{0}({\textbf {r}})&=&\psi _{0}(z)u_{{\textbf {k}}_{||}}({\textbf {r}}_{||})e^{-i{\textbf {r}}_{||}\cdot {\textbf {k}}_{||}}\end{aligned}}}
انرژی این حالت با اصطلاح {\displaystyle E_{||}} افزایش می‌یابد
به طوری که داریم
{\displaystyle {\begin{aligned}E_{s}=E_{0}+{\frac {\hbar ^{2}{\textbf {k}}_{||}^{2}}{2m^{*}}},\end{aligned}}}
جایی که m* جرم مؤثر الکترون است. شرایط تطبیق در سطح کریستال، یعنی در z = ۰، باید برای هر {\displaystyle {\textbf {k}}_{||}} به‌طور جداگانه و برای هر {\displaystyle {\textbf {k}}_{||}} یک واحد برآورده شود اما به‌طور کلی انرژی مختلف برای حالت سطح به دست آمده‌است.

### حالت‌های واقعی سطح و رزونانس سطح
یک حالت سطح توسط انرژی {\displaystyle E_{s}} توصیف می‌شود
و مسیر موج آن{\displaystyle {\textbf {k}}_{||}} به موازات سطح، در حالی که یک حالت فله با هر دو اعداد موج {\displaystyle \mathbf {k} _{||}} و{\displaystyle \mathbf {k} _{\perp }} مشخص می‌شود. در منطقه دو بعدی
Brillouin
سطح، برای هر مقدار {\displaystyle \mathbf {k} _{||}} یک میله از {\displaystyle \mathbf {k} _{\perp }}به قسمت سه بعدی بریلوئین فله گسترش می‌یابد. توده نوارهای انبساطی که توسط این میله‌ها بریده می‌شوند حالت‌هایی را می‌پذیرند که درون کریستال عمیق نفوذ می‌کنند؛ بنابراین، به‌طور کلی، بین حالت‌های سطح واقعی و رزونانس سطح تمایز ایجاد می‌کند. حالت‌های سطح واقعی با نوارهای انرژی که با توده نوارهای انرژی منحط نمی‌شوند مشخص می‌شوند. این حالت‌ها تنها در شکاف انرژی ممنوعه وجود دارد و بنابراین، مثل شکلی که در شکل ۳ نشان داده شده‌است، در سطح قرار گرفته‌است. در انرژی‌هایی که یک سطح و یک حالت انبساطی انحطاط می‌یابند، سطح و حالت انبساطی می‌توانند مخلوط شوند و یک رزونانس سطحی تشکیل دهند. چنین حالت می‌تواند در حالی که یک دامنه افزایش یافته نزدیک به سطح را نگه می‌دارد در عمق توده، شبیه به امواج بلوخ، گسترش یابد.

## حالت‌های تامم
حالت‌های سطحی که در چارچوب یک مدل اتصال تنگ محاسبه می‌شوند، اغلب حالت‌های تامم نامیده می‌شوند. در رویکرد اتصال تنگ، توابع موج الکترونیکی معمولاً به عنوان یک ترکیب خطی از اوربیتال اتمی (LCAO) بیان می‌شوند، به شکل ۵ نگاه کنید. در این شکل، به راحتی می‌توان درک کرد که وجود یک سطح، موجب افزایش حالت‌های سطح با انرژی‌های متفاوت از انرژی‌های حالت‌های فله می‌شود: از آنجا که اتم‌های ساکن در بالاترین لایه سطح، شرکای پیوند خود را از یک طرف از دست داده‌اند، اوربیتال‌های آنها با اوربیتال‌های اتم‌های همسایه همپوشانی دارند؛ بنابراین شکافتن و تغییر سطح انرژی اتم‌هایی که کریستال را تشکیل می‌دهند در سطح کمتر از توده است.
اگر مداری خاص سبب پیوند شیمیایی باشد، به عنوان مثال SP 3 هیبریدی در Si یا Ge، به شدت با حضور سطح تحت تأثیر قرار می‌گیرد، نوارها شکسته می‌شوند، و لب‌های باقی مانده از اوربیتال‌ها از سطح جدا می‌شوند. آنها اوراق قرضه آویزان هستند. انتظار می‌رود سطح انرژی اینچنین حالت‌ها به‌طور قابل ملاحظه ای از مقادیر توده ای تغییر کنند.
در مقایسه با مدل الکترونهای تقریباً آزاد که برای توصیف حالتهای شاکلی استفاده می‌شود، حالتهای تامم برای توصیف فلزات گذار و نیمه هادی‌های بزرگ باند گازی نیز مناسب هستند.

## حالت‌های سطح خارجی
حالت‌های سطحی که از سطوح تمیز و مرتب سر چشمه می‌گیرند، معمولاً ذاتی نامیده می‌شوند. این حالت‌ها شامل حالت‌هایی است که از سطوح بازسازی شده تشکیل شده‌اند، جایی که تقارن انتقال دو بعدی موجب افزایش ساختار نوار در فضای k از سطح می‌شوند.
حالت‌های سطح بیرونی معمولاً به عنوان حالت‌هایی که از یک سطح تمیز و مرتب ساخته نمی‌شوند، تعریف می‌شود. سطوحی که در دسته خارجی قرار می‌گیرند عبارتند از:
1. سطوح با نقص، که در آن تقارن انتقال از سطح شکسته شده‌است.
2. سطوح با جاذب
3. رابط بین دو ماده، مانند رابط نیمه هادی اکسید یا نیمه هادی فلز
4. رابط بین فاز جامد و مایع.

به‌طور کلی، حالت‌های سطحی بیرونی به راحتی نمی‌توانند براساس خواص شیمیایی، فیزیکی و ساختاری آنها مشخص شوند.

## عکسبرداری طیف بینی زاویه حل شده (ARPES)
یک روش تجربی برای اندازه‌گیری پراکندگی حالت‌های سطح، عکسبرداری طیف‌سنجی زاویه حل شده (ARPES) یا طیف‌سنجی فوتوالکتر ماوراء بنفش (ARUPS) حل شده‌است.